# Championnat d'Allemagne de football 1919-1920
Navigation
Meisterschaft
(Verbandsligen)
1913-1914 Meisterschaft
(Verbandsligen)
1920-1921
La saison 1919-1920 du Championnat d'Allemagne de football était la 13e édition de la première division allemande.
Huit clubs participent à la compétition nationale, il s'agit des clubs champions de 7 régions d'Allemagne plus le champion sortant, le VfB Leipzig. Le championnat national est disputé sous forme de coupe à élimination directe.
C'est le FC Nuremberg qui remporte la compétition nationale. C'est le premier titre de champion d'Allemagne de son histoire.

## Les 8 clubs participants
(entre parenthèses, la région d'appartenance du club)
- Titania Stettin (Baltique)
- Union Oberschoneweide (Brandebourg)
- VfB Leipzig (Centre)
- SV Arminia Hanovre (Nord)
- FC Nuremberg (Sud)
- VfTuR Mönchengladbach[1] (Ouest)
- Sportfreunde Breslau (Sud-Est)
- SpVgg Fürth (champion en titre)

## Compétition
La compétition a lieu sous forme de coupe, avec match simple.
|  | Quarts de finale       | Quarts de finale      | Quarts de finale      | Quarts de finale     |               |               | Demi-finales         | Demi-finales         | Demi-finales         | Demi-finales         |  |  | Finale                   | Finale                   | Finale                   | Finale                   |
|  |                        |                       |                       |                      |               |               |                      |                      |                      |                      |  |  |                          |                          |                          |                          |
|  | 16 mai 1920 à Halle    | 16 mai 1920 à Halle   | 16 mai 1920 à Halle   | 16 mai 1920 à Halle  |               |               | 30 mai 1920 à Berlin | 30 mai 1920 à Berlin | 30 mai 1920 à Berlin | 30 mai 1920 à Berlin |  |  | 13 juin 1920 à Francfort | 13 juin 1920 à Francfort | 13 juin 1920 à Francfort | 13 juin 1920 à Francfort |
|  | 16 mai 1920 à Halle    | 16 mai 1920 à Halle   | 16 mai 1920 à Halle   | 16 mai 1920 à Halle  |               |               | 30 mai 1920 à Berlin | 30 mai 1920 à Berlin | 30 mai 1920 à Berlin | 30 mai 1920 à Berlin |  |  | 13 juin 1920 à Francfort | 13 juin 1920 à Francfort | 13 juin 1920 à Francfort | 13 juin 1920 à Francfort |
|  | FC Nuremberg           | FC Nuremberg          | 2                     | 2                    |               |               | 30 mai 1920 à Berlin | 30 mai 1920 à Berlin | 30 mai 1920 à Berlin | 30 mai 1920 à Berlin |  |  | 13 juin 1920 à Francfort | 13 juin 1920 à Francfort | 13 juin 1920 à Francfort | 13 juin 1920 à Francfort |
|  | FC Nuremberg           | FC Nuremberg          | 2                     | 2                    |               |               | 30 mai 1920 à Berlin | 30 mai 1920 à Berlin | 30 mai 1920 à Berlin | 30 mai 1920 à Berlin |  |  | 13 juin 1920 à Francfort | 13 juin 1920 à Francfort | 13 juin 1920 à Francfort | 13 juin 1920 à Francfort |
|  | VfB Leipzig            | VfB Leipzig           | 0                     | 0                    |               |               | 30 mai 1920 à Berlin | 30 mai 1920 à Berlin | 30 mai 1920 à Berlin | 30 mai 1920 à Berlin |  |  | 13 juin 1920 à Francfort | 13 juin 1920 à Francfort | 13 juin 1920 à Francfort | 13 juin 1920 à Francfort |
|  | VfB Leipzig            | VfB Leipzig           | 0                     | 0                    | FC Nuremberg  | FC Nuremberg  | 3                    | 3                    |                      |                      |  |  | 13 juin 1920 à Francfort | 13 juin 1920 à Francfort | 13 juin 1920 à Francfort | 13 juin 1920 à Francfort |
|  | 16 mai 1920 à Kiel     |                       |                       |                      | FC Nuremberg  | FC Nuremberg  | 3                    | 3                    |                      |                      |  |  | 13 juin 1920 à Francfort | 13 juin 1920 à Francfort | 13 juin 1920 à Francfort | 13 juin 1920 à Francfort |
|  |                        |                       | Titania Stettin       | Titania Stettin      | 0             | 0             |                      |                      |                      |                      |  |  | 13 juin 1920 à Francfort | 13 juin 1920 à Francfort | 13 juin 1920 à Francfort | 13 juin 1920 à Francfort |
|  | Titania Stettin        | Titania Stettin       | Titania Stettin       | Titania Stettin      | 0             | 0             | 2                    | 2                    |                      |                      |  |  | 13 juin 1920 à Francfort | 13 juin 1920 à Francfort | 13 juin 1920 à Francfort | 13 juin 1920 à Francfort |
|  | Titania Stettin        | Titania Stettin       | 30 mai 1920 à Leipzig |                      |               |               | 2                    | 2                    |                      |                      |  |  | 13 juin 1920 à Francfort | 13 juin 1920 à Francfort | 13 juin 1920 à Francfort | 13 juin 1920 à Francfort |
|  | SV Arminia Hanovre     | SV Arminia Hanovre    | 1                     | 1                    |               |               |                      |                      |                      |                      |  |  | 13 juin 1920 à Francfort | 13 juin 1920 à Francfort | 13 juin 1920 à Francfort | 13 juin 1920 à Francfort |
|  | SV Arminia Hanovre     | SV Arminia Hanovre    | 1                     | 1                    | FC Nuremberg  | FC Nuremberg  | 2                    | 2                    |                      |                      |  |  |                          |                          |                          |                          |
|  | 16 mai 1920 à Mannheim |                       |                       |                      | FC Nuremberg  | FC Nuremberg  | 2                    | 2                    |                      |                      |  |  |                          |                          |                          |                          |
|  |                        |                       | SpVgg Fürth T         | SpVgg Fürth T        | 0             | 0             |                      |                      |                      |                      |  |  |                          |                          |                          |                          |
|  | SpVgg Fürth T          | SpVgg Fürth T         | SpVgg Fürth T         | SpVgg Fürth T        | 0             | 0             | 7                    | 7                    |                      |                      |  |  |                          |                          |                          |                          |
|  | SpVgg Fürth T          | SpVgg Fürth T         |                       |                      |               |               |                      |                      |                      |                      |  |  |                          |                          |                          |                          |
|  | VfTuR Mönchengladbach  | VfTuR Mönchengladbach | 0                     | 0                    |               |               |                      |                      |                      |                      |  |  |                          |                          |                          |                          |
|  | VfTuR Mönchengladbach  | VfTuR Mönchengladbach | 0                     | 0                    | SpVgg Fürth T | SpVgg Fürth T | 4                    | 4                    |                      |                      |  |  |                          |                          |                          |                          |
|  | 16 mai 1920 à Breslau  |                       |                       |                      | SpVgg Fürth T | SpVgg Fürth T | 4                    | 4                    |                      |                      |  |  |                          |                          |                          |                          |
|  |                        |                       | Sportfreunde Breslau  | Sportfreunde Breslau | 0             | 0             |                      |                      |                      |                      |  |  |                          |                          |                          |                          |
|  | Sportfreunde Breslau   | Sportfreunde Breslau  | Sportfreunde Breslau  | Sportfreunde Breslau | 0             | 0             | 3                    | 3                    |                      |                      |  |  |                          |                          |                          |                          |
|  | Sportfreunde Breslau   | Sportfreunde Breslau  |                       |                      |               |               |                      | 3                    |                      |                      |  |  |                          |                          |                          |                          |
|  | Union Oberschoneweide  | Union Oberschoneweide | 2                     | 2                    |               |               |                      |                      |                      |                      |  |  |                          |                          |                          |                          |
|  | Union Oberschoneweide  | Union Oberschoneweide | 2                     | 2                    |               |               |                      |                      |                      |                      |  |  |                          |                          |                          |                          |
|  |                        |                       |                       |                      |               |               |                      |                      |                      |                      |  |  |                          |                          |                          |                          |

## Bilan de la saison
| Tableau d'Honneur                   |              |
| Compétition                         | Vainqueur    |
| Championnat d'Allemagne de football | FC Nuremberg |